# Bjala Slatina
Bjala Slatina (bulgariska: Бяла Слатина) är en ort i Bulgarien.   Den ligger i kommunen Obsjtina Bjala Slatina och regionen Vratsa, i den nordvästra delen av landet, 100 kilometer nordost om huvudstaden Sofia. Bjala Slatina ligger 125 meter över havet och antalet invånare är 13 307.
Terrängen runt Bjala Slatina är huvudsakligen platt. Bjala Slatina ligger nere i en dal. Bjala Slatina är det största samhället i trakten.
Trakten runt Bjala Slatina består till största delen av jordbruksmark. Runt Bjala Slatina är det ganska glesbefolkat, med 45 invånare per kvadratkilometer.